# The Anchoress
The Anchoress é o nome artístico da compositora, escritora e multiinstrumentista galesa Catherine Anne Davies, 
Davies nasceu em Glynneath, Gales, mas com 10 semanas de idade foi para a Austrália com seus pais antes de voltar para o Reino Unido aos quatro anos de idade, onde ela cresceu em Aylesbury, Buckinghamshire, Inglaterra.

## Biografia
Davies formou The Anchoress em 2013. Paul Draper co-produziu o álbum de estreia da banda Confessions of a Romance Novelist, que foi lançado em 15 de janeiro de 2016, através da Kscope. O álbum foi nomeado pela crítica do The Guardian um dos Álbuns do Ano, ganhou o prêmio HMV na categoria Prêmio de Música Galesa: Álbum Galês do Ano, Melhor Estreante no PROG awards, e uma nomeação para o Welsh Music Prize.
Em julho de 2016, The Anchoress apoiou e fez um duelo com Manic Street Preachers no Eden Project e novamente apoiou a banda em junho de 2017, antes de fazer um dueto sobre Little Baby Nothing no Q Awards em outubro de 2017. Ela apoiou o Simple Minds na etapa britânica de sua turnê acústica em maio / junho de 2017. Em 2017, Davies co-escreveu e projetou 5 faixas no álbum solo de estreia do colaborador de longa duração Paul Draper, Spooky Action . Ela se apresentou com Draper em sua turnê britânica de seis shows em setembro de 2017 e aparece nos teclados e vocais do álbum ao vivo Spooky Action: Live At The Scala .
Desde março de 2015, Davies também se apresentou nos shows ao vivo do Simple Minds, contribuindo com violão e teclados adicionais. Ela conheceu Jim Kerr através do coletivo The Dark Flowers. Ela também se apresentou ao vivo com Ed Harcourt no Glastonbury Festival, assim como Martha Wainwright .
Em maio de 2017, Davies recebeu £ 14,915 em subsídios do Arts Council England para financiar o segundo álbum do Anchoress.
Em 2018, ela fez um dueto com Manic Street Preachers na música Dylan & Caitlin, lançada como single do álbum Resistance is Futile .
Em novembro de 2020, Davies anunciou seu segundo álbum solo "The Art of Losing ', com previsão de lançamento -  via Kscope - em 5 de março de 2021.  O primeiro single, " Show Your Face ", tendo como guitarrista convidado James Dean Bradfield, foi lançado por Steve Lamacq na rádio BBC 6 Music, e o vídeo da faixa foi lançado em NME.com. 

## Projetos individuais e paralelos
Anterior ao projeto The Anchoress, Davies lançou músicas sob seu próprio nome e como Catherine AD
Em 2009, Davies se apresentou com a London Philharmonic Orchestra como artista residente no South Bank Centre, em Londres. E, por intermédio dos contatos que fez enquanto manteve este encargo, ela teve contato e colaborou com o Riz MC e com Nitin Sawhney .
Em 2011, sob a abreviatura de AD, Davies lançou o single Carry Your Heart,  e um mini-álbum intitulado Communion . NME descreveu Communion como um "discreto mas belo mini-álbum" quando o classificou como um dos 20 melhores álbuns "cult / experimentais" de 2011. Ela também lançou uma coleção de versões intitulada Reprise . O lançamento contou com reinterpretações de músicas de Friendly Fires, Sleigh Bells, Nick Drake, Tracy Chapman, Bon Iver, Hurts, My Brightest Diamond, The Crystals, Nina Simone e The Magnetic Fields .
Davies começou a trabalhar em um projeto de colaboração em dezembro de 2014 com o produtor Bernard Butler, embora pareça que o trabalho tenha sido descartado. 
Anchoress apareceu como vocalista convidada no lançamento limitado em vinil de 7 "de março de 2017 de" Fend For Yourself "pela banda The Pineapple Thief .
Em junho de 2016, Davies co-escreveu e tocou no EP ONE com o colaborador de longa data Paul Draper, além de ser vocalista de apoio na música "No Ideas", com Steven Wilson . Ela também co-escreveu e aparece em 2 faixas no lançamento seguinte, EP TWO, lançado em novembro de 2016.
Em 2017, Davies co-escreveu e produziu 5 faixas no álbum solo de estreia do colaborador de longa duração Paul Draper, Spooky Action .
Davies também é membro do "supergrupo" The Dark Flowers. O projeto foi iniciado pelo compositor e produtor Paul Statham em 2009. Ela aparece ao lado de Jim Kerr, Kate Havnevik, Dot Allison, Peter Murphy, Shelly Poole, Helicopter Girl e Remi Roughe. Em entrevista ao Clash, Davies disse: "É basicamente um projeto feito por um cara chamado Paul Statham que é um compositor / produtor e ele teve a ideia de fazer um disco country sombrio, como uma trilha sonora de 'Paris / Texas'".
Davies também apareceu como backing vocal no single de estreia do Emmy The Great, Secret Circus . [carece de fontes?]
Em 2018 ela colaborou com os Manic Street Preachers na faixa Dylan e Caitlin no álbum Resistance is Futile.
Davies começou a trabalhar em um projeto de colaboração em dezembro de 2014 com o produtor Bernard Butler. O trabalho, que supostamente teria sido descartado, foi lançado em 18 setembro de 2020 com o título In The Memory Of My Feelings . O single de trabalho tem o título The Breakdown . O lançamento foi feito pela gravadora independente Needle Mythology, do crítico musical, escritor e radialista Peter Paphides.
Em outubro de 2019, Davies lançou uma nova série de podcast intitulada "The Art of Losing" abordando temas como perda e luto, tendo como convidados o produtor musical e engenheiro de som Mario McNulty e o dramaturgo Patrick Jones. 

## Atividade Escrita (Como acadêmica e jornalista)
Davies tem um PhD em literatura e teoria queer da University College London e publicou um livro intitulado Whitman's Queer Children sobre poesia épica através da Bloomsbury Publishing .
Davies escreveu sobre o cineasta David Lynch para o NME, e entrevistou Tori Amos  e Manic Street Preachers  para Drowned in Sound .

## Discografia
- One for Sorrow   - Hiraeth Records, 12 "EP (2014)
- What Goes Arround   - Lançamento do Too Pure Singles Club, 7 "(2014)
- Confessions of a Romance Novelist   - Kscope, Álbum (2016)
- In The Memory Of My Feelings - Needle Mythology, 12 "EP (2020)
- The Breakdown - Needle Mythology, 7" (2020)
- The Art Of Loosing - Kscope, Álbum (2021)